# Rafael Reis
Pour les articles homonymes, voir Reis.
Ferreira Reis est un nom portugais ; le premier nom de famille (d'usage facultatif) est Ferreira et le second est Reis.
Rafael Ferreira Reis, né le 15 juillet 1992 à Setúbal, est un coureur cycliste portugais.

## Biographie
Au mois d'octobre 2016, il s'engage avec l'équipe continentale professionnelle espagnole Caja Rural-Seguros RGA.
Au mois d'août 2020, il se classe vingtième du championnat d'Europe du contre-la-montre disputé à Plouay dans le Morbihan.

## Palmarès
- 2008
  - 3e du championnat du Portugal du contre-la-montre cadets
- 2009
  -  Champion du Portugal du contre-la-montre juniors
- 2010
  -  Champion du Portugal sur route juniors
  -  Champion du Portugal du contre-la-montre juniors
  - 3e étape de la Course de la Paix juniors (contre-la-montre)
  -  Médaillé d'or du contre-la-montre des Jeux olympiques de la jeunesse
  -  Médaillé d'argent de la course en ligne des Jeux olympiques de la jeunesse
  -  Médaillé de bronze du championnat d'Europe sur route juniors
  - 6e du championnat d'Europe du contre-la-montre juniors
  - 6e du championnat du monde du contre-la-montre juniors
  - 7e du championnat du monde sur route juniors
- 2011
  - 2e du championnat du Portugal du contre-la-montre espoirs
- 2013
  -  Champion du Portugal du contre-la-montre espoirs
- 2014
  -  Champion du Portugal du contre-la-montre espoirs
  - 4e du championnat du monde du contre-la-montre espoirs
- 2016
  - Clássica de Amarante
  - Volta à Bairrada :
    - Classement général
    - 3e étape (contre-la-montre)

  - 3e étape du Grande Prémio Do Dão
  - Grand Prix Jornal de Notícias :
    - Classement général
    - Prologue

  - Prologue du Trophée Joaquim-Agostinho
  - Prologue du Tour du Portugal
  - 3e du Grande Prémio Do Dão
  - 3e du championnat du Portugal du contre-la-montre
- 2017
  - 2e du championnat du Portugal du contre-la-montre
- 2018
  - Prologue du Trophée Joaquim-Agostinho
  - Prologue du Tour du Portugal
- 2019
  - Prologue du Grand Prix Jornal de Notícias
- 2020
  - 2e de la Prova de Reabertura
- 2021
  - 1re étape du Grand Prix Abimota
  - Prologue, 1re et 7e et 10e (contre-la-montre) étapes du Tour du Portugal
  - 2e du championnat du Portugal du contre-la-montre
  - 2e du Grand Prix Abimota
  - 3e du Tour de l'Alentejo
- 2022
  -  Médaillé d'or du contre-la-montre des Jeux méditerranéens
  -  Champion du Portugal du contre-la-montre
  - Prologue du Grande Prémio O Jogo
  - Prologue du Tour du Portugal
  - Circuito de Nafarros
- 2023
  - Grand Prix Abimota
  - Prologue du Grand Prix international de Torres Vedras-Trophée Joaquim-Agostinho
  - Prologue du Tour du Portugal
  - Grand Prix Jornal de Notícias
  - 3e du Grande Prémio O Jogo
- 2024
  - Prologue du Grand Prix international de Torres Vedras-Trophée Joaquim-Agostinho
  - Prologue du Tour du Portugal
  - 3e du Grand Prix Anicolor
- 2025
  - Prologue du Grand Prix international de Torres Vedras-Trophée Joaquim-Agostinho
  - Prologue et 10e étape (contre-la-montre) du Tour du Portugal
  - 2e du championnat du Portugal du contre-la-montre

## Résultats sur les grands tours

### Tour d'Espagne
1 participation
- 2017 : 132e

## Classements mondiaux
| Année                                 | 2011  | 2012  | 2013 | 2014 | 2015 | 2016 | 2017  | 2018  | 2019  | 2020  | 2021 | 2022 | 2023 | 2024  |
| ------------------------------------- | ----- | ----- | ---- | ---- | ---- | ---- | ----- | ----- | ----- | ----- | ---- | ---- | ---- | ----- |
| Classement mondial                    |       |       |      |      |      | 744e | 1181e | 1344e | 2257e | 1039e | 440e | 656e | 805e | 1181e |
| UCI Europe Tour                       | 1019e | 1141e | nc   | 858e | 923e | 460e | 898e  | 840e  | 1449e | 807e  | 364e | 504e | nc   | nc    |
| UCI America Tour                      | nc    | nc    | nc   | nc   | nc   | nc   | 342e  | nc    |       |       |      |      |      |       |
|                                       |       |       |      |      |      |      |       |       |       |       |      |      |      |       |
| Légende : nc = non classéSource : UCI |       |       |      |      |      |      |       |       |       |       |      |      |      |       |